# Ameiurus nebulosus
O peixe-gato-cabeçudo-castanho (Ameiurus nebulosus) é um peixe-gato do gênero Ameiurus. Omnívoro de hábitos nocturnos, este peixe alimenta-se de material vegetal, invertebrados e peixes. Prefere fundos lamacentos em rios e em lagos. O casal, ou apenas um progenitor, constrói o ninho e os ovos são guardados pelo macho e pela fêmea.